# Eoophyla distributa
Eoophyla distributa is een vlinder uit de familie van de grasmotten (Crambidae), uit de onderfamilie van de Acentropinae. De wetenschappelijke naam van deze soort is voor het eerst gepubliceerd in 1898 door Thomas Pennington Lucas.
De soort komt voor in Australië (Queensland).